# 2008 في بلجيكا
فيما يلي قوائم الأحداث التي وقعت خلال عام 2008 في بلجيكا.

## سياسة

### تعيين في المنصب
- 27 أكتوبر – هورست زيهوفر رئيس-الوزراء.

## رياضة
- 7 سبتمبر – جائزة بلجيكا الكبرى 2008 الفائز فيليبي ماسا.

## أفلام
من الأفلام التي صدرت هذه السنة في بلجيكا:
- 1 يناير – جي سي في دي من إخراج مبروك المشري.
- 1 يناير – ملح هذا البحر من إخراج آن ماري جاسر.
- 18 مايو – منزل من إخراج أورسولا ماير.

## مواليد

### أبريل
- 16 أبريل – إليانور أميرة بلجيكا

## وفيات

### فبراير
- 9 فبراير – فرانس براندس (مواليد 1940) درّاج طريق بلجيكي.

### مارس
- 6 مارس – مارسيل دوبون (مواليد 1917) درّاج طريق بلجيكي.
- 19 مارس – هوغو كلاوس (مواليد 1929) مؤلف بلجيكي.

### أغسطس
- 4 أغسطس – جوني ثيو (مواليد 1944) لاعب كرة قدم بلجيكي.

### أكتوبر
- 20 أكتوبر – الأخت إيمانويل (مواليد 1908)